# Pittosporum perahuense
Pittosporum perahuense är en tvåhjärtbladig växtart som beskrevs av Harold St.John. Pittosporum perahuense ingår i släktet Pittosporum och familjen Pittosporaceae. Inga underarter finns listade.